# Silnice I/7
Die Silnice I/7 (tschechisch für: „Straße I. Klasse 7“) ist eine tschechische Staatsstraße (Straße I. Klasse). 

## Verlauf
Die Straße, die zu einem großen Teil bereits durch die seit dem 1. Januar 2016 zur Autobahn aufgestufte Dálnice 7 ersetzt ist, verbindet Prag mit Chomutov. Die noch nicht ausgebauten Teilstücke sind mit der Dálnice 7 beschrieben. Von Chomutov verläuft die Straße, bis Křimov vierstreifig ausgebaut, durch das Erzgebirge (Krusné Hory) und erreicht vor Reitzenhain die Grenze zu Deutschland, hinter der sie sich als Bundesstraße 174 fortsetzt.
Die Länge der Straße beträgt von der Kreuzung mit der Silnice I/13 bei Chomutov bis zur deutschen Grenze rund 17 Kilometer, auf der Gesamtlänge ab Prag rund 100 Kilometer.

## Geschichte
Von 1940 bis 1945 bildete die Straße einen Teil der Reichsstraße 174.